# Méry-sur-Marne
Méry-sur-Marne – miejscowość i gmina we Francji, w regionie Île-de-France, w departamencie Sekwana i Marna.
Według danych na rok 1990 gminę zamieszkiwały 492 osoby, a gęstość zaludnienia wynosiła 85 osób/km² (wśród 1287 gmin regionu Île-de-France Méry-sur-Marne plasuje się na 814. miejscu pod względem liczby ludności, natomiast pod względem powierzchni na miejscu 623.).